# 輪班工作制

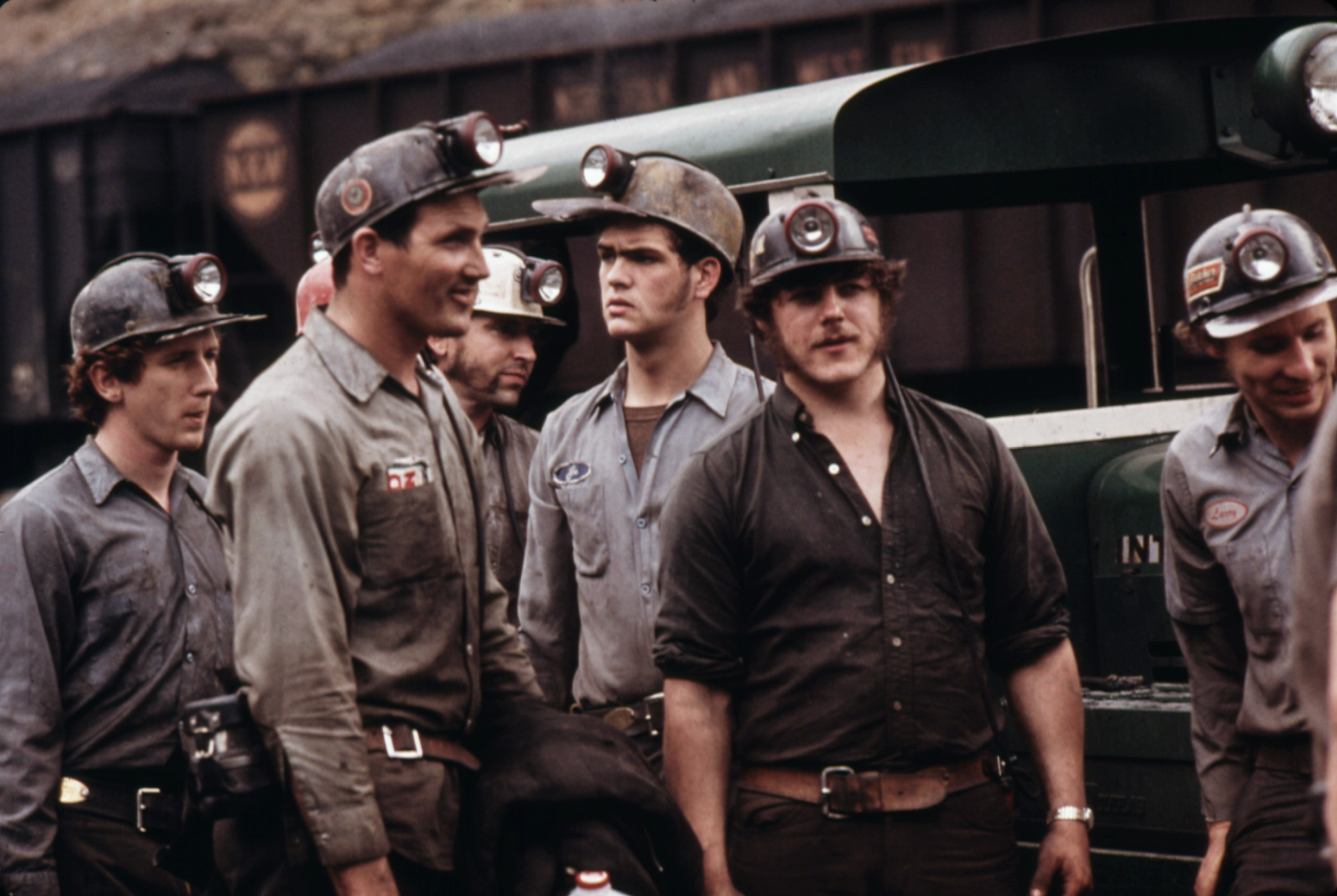
換班的礦工，礦業常採輪班避免礦場閒置

輪班或倒班（英文：Shift work），是一些行業須在假日、晚上、週末和朝九晚五以外等非主流上班時間運作及提供服務時實施的工作制度，常見於服務業、公共事業、醫藥業、製造業等。
輪班工作制下的僱員，往往要在非普遍的上班時間工作，有時亦須不固定時間工作，例如這個月清晨上班、晚上下班，下個月晚上上班、清晨下班等。而且即使是同一機構同一職位的僱員，彼此間的工作時間也會不同。

## 健康影響
在醫學和流行病學的觀點，輪班工作干擾人體的昼夜节律。紊亂的昼夜节律可能增加罹患心血管疾病、認知功能受損、糖尿病、和肥胖症等疾病的機率，是可能導致健康問題的風險因子。
頻繁的工作時間輪調，容易引發睡眠障礙（如輪班工作睡眠紊亂），影響健康，也容易引起褪黑激素的不足。而且白天睡眠時，如附近進行工程發出噪音致不能入眠，也投訴無門。有研究指出長期三班制可能導致大腦提早老化。
除健康問題外，輪班工作制下的作息時間，往往是不固定或/及有別於主流，經常於主流休假時間工作，或於主流工作時間休假，容易造成與家人、朋友的關係疏離，影響人際關係。因此也可能對婚姻、家庭和人際關係造成壓力。

## 常見的輪班工作制
常见的轮班方法有：两班两倒或三班两倒、三班三倒、四班三倒、五班三倒、交叉上班等。

### 按班的数目分类

#### 一班制
一班制也称单班制，是唯一不需要轮班的制度，每个工作日只安排一个班组，工作人员都在统一的时间上下班，例如绝大部分国家的行政机关；也有在非工作日和下班时间安排备班人员的部门，例如公共安全部门的呼叫中心一般都为全天型值守。

#### 两班制
两班制指的是在一个24小时内安排两个班组的上班制度，俗称“两班倒”，两班一般称为早班和夜（晚）班等，例如零售业门店每天营业14小时，班期8点至晚上22点分成两个班：早班8点至16点，晚班16点至22点；也有很多24小时营业，但白天营业为主的行业实行“大夜班”制，例如医院主要工作时间为8时至16时，下班后安排大夜班从16时至次日早8时。

#### 三班制
一般用于24小时连续生产的行业。根据公休日是否生产，分为间断性三班制与连续性三班制。
- 间断性三班制是在工作日24小时生产营业，公共休息日与公共节假日休息，节假日后恢复上班时轮换班次。适合生产工艺可间断的行业，如机械加工。按照轮换班次的顺序分为正倒班与反倒班。正倒班是指按照早、中、夜班依次倒班；反倒班是按照早、中、夜班依次逆向倒班，如早班换为晚班。一般都采取正倒班，这使得公休日前的最后一班员工，就是公休日后第一班员工，避免了公休日前后不能交班导致工作联系的中断。
- 连续性三班倒是指全年不间断生产，公假日与公休日也不能停产的行业实施的轮班工作制。一般采取反倒班、轮休。按照轮休替换人员配备的方式，分为：
  - 三班轮休制，在三个固定班组里配备轮休替换人员。如每工作五天休息一天，则每个班组按照5:1配置替休人员。也就是说，按照工作岗位的120%配备班组人员。反倒班时，只能休息8个小时就得继续上班。
  - 三班半轮休制，在三个固定班组之外，配备半个班组的轮休替换人员。例如，过去的每周休息一天的情况下，三个固定班组在每周结束时更换班次，而半个班的轮替人员依次顶替：早班的一半、早班的另一半、中班的一半、中班的另一半、夜班的一半、夜班的另一半，最后在周末休息。即半个班的轮替人员是正倒班。
  - 三班制，以日夜休方式，以三個固定班組輪休，每一班組輪12小時後交班，日夜班間為12小時休息，夜班輪後有24小時休班時間後再輪日班周而復始，此制適合人力緊縮行業，例如：1988年之後的台鐵站務。

#### 四班制
- 四班三倒制：四个固定班组工作六天，休息两天，按照早、早、中、中、夜、夜的顺序正向倒班。也可类似的布置为工作三天休息一天，或工作九天休息三天等。
- 四班三班半倒班：每4天为一个循环周期。每班工作12小时。对于一个具体的工班来说，工作12小时、休息24小时，再工作12小时、休息48小时。简称为12/24/12/48或12/24倒班制。每周平均工作时长42小时。适用于7×24小时工作强度均衡的单位。

| 天数  | 白班  | 夜班  |
| ----- | ----- | ----- |
| 第1天 | 1班组 | 2班组 |
| 第2天 | 3班组 | 1班组 |
| 第3天 | 4班组 | 3班组 |
| 第4天 | 2班组 | 4班组 |

每4周28天倒班出现重复循环：
| Time     | Time        | 第一周  | 第一周  | 第一周  | 第一周  | 第一周  | 第一周  | 第一周  | 第二周  | 第二周  | 第二周  | 第二周  | 第二周  | 第二周  | 第二周  | 第三周  | 第三周  | 第三周  | 第三周  | 第三周  | 第三周  | 第三周  | 第四周  | 第四周  | 第四周  | 第四周  | 第四周  | 第四周  | 第四周  |
| Time     | Time        | 周一    | 周二    | 周三    | 周四    | 周五    | 周六    | 周日    | 周一    | 周二    | 周三    | 周四    | 周五    | 周六    | 周日    | 周一    | 周二    | 周三    | 周四    | 周五    | 周六    | 周日    | 周一    | 周二    | 周三    | 周四    | 周五    | 周六    | 周日    |
| -------- | ----------- | ------- | ------- | ------- | ------- | ------- | ------- | ------- | ------- | ------- | ------- | ------- | ------- | ------- | ------- | ------- | ------- | ------- | ------- | ------- | ------- | ------- | ------- | ------- | ------- | ------- | ------- | ------- | ------- |
| 白班     | 06:00–18:00 | A       | C       | D       | B       | A       | C       | D       | B       | A       | C       | D       | B       | A       | C       | D       | B       | A       | C       | D       | B       | A       | C       | D       | B       | A       | C       | D       | B       |
| 夜班     | 18:00–06:00 | B       | A       | C       | D       | B       | A       | C       | D       | B       | A       | C       | D       | B       | A       | C       | D       | B       | A       | C       | D       | B       | A       | C       | D       | B       | A       | C       | D       |
| 循环情况 | 循环情况    | 第1循环 | 第1循环 | 第1循环 | 第1循环 | 第2循环 | 第2循环 | 第2循环 | 第2循环 | 第3循环 | 第3循环 | 第3循环 | 第3循环 | 第4循环 | 第4循环 | 第4循环 | 第4循环 | 第5循环 | 第5循环 | 第5循环 | 第5循环 | 第6循环 | 第6循环 | 第6循环 | 第6循环 | 第7循环 | 第7循环 | 第7循环 | 第7循环 |

### 按工时长度分类

#### 8小時3~4班制
把1天24小時分成3段，例如上午7時至下午3時為早班(日班)、下午3時至晚上11時為晚班(夜班)、晚上11時至上午7時為大夜班(宵夜班)各8小時，亦可能是8.5或9小時，前後各拉長15或30分鐘，作為和前後一班工作交接；或者是每人均是固定某「班」不輪調，或會是若干日子（例如每月或每季、每半年）便須調「班」，以讓每人均須輪流於各「班」時段熟悉工作。
晚班(夜班)的工資，比早班(日班)高，而大夜班(宵夜班)的工資，又比晚班(夜班)高。
個別機構由於每天也要運作及提供服務，為確保有足夠人手及僱員有足夠休息日，也會實行8小時4班制。
8小時3班制，星期六、日(不含國定假日)休息，每星期調「班」1次的例子，把僱員分為A,B,C 3組：
| 時間                       | 一  | 二  | 三  | 四  | 五  | 六   | 日   | 一  | 二  | 中秋節 | 四  | 五  | 六   | 日   | 一  |
| -------------------------- | --- | --- | --- | --- | --- | ---- | ---- | --- | --- | ------ | --- | --- | ---- | ---- | --- |
| 早班： 上午7時至下午3時    | A組 | A組 | A組 | A組 | A組 | 休息 | 休息 | B組 | B組 | B組    | B組 | B組 | 休息 | 休息 | C組 |
| 晚班： 下午3時至晚上11時   | B組 | B組 | B組 | B組 | B組 | 休息 | 休息 | C組 | C組 | C組    | C組 | C組 | 休息 | 休息 | A組 |
| 大夜班： 晚上11時至上午7時 | C組 | C組 | C組 | C組 | C組 | 休息 | 休息 | A組 | A組 | A組    | A組 | A組 | 休息 | 休息 | B組 |

8小時3班制，星期六、日(含國定假日)休息，每星期調「班」1次的例子，把僱員分為A,B,C 3組：
| 時間                       | 一  | 二  | 三  | 四  | 五  | 六   | 日   | 一  | 二  | 三  | 端午節 | 五  | 六   | 日   | 一  |
| -------------------------- | --- | --- | --- | --- | --- | ---- | ---- | --- | --- | --- | ------ | --- | ---- | ---- | --- |
| 早班： 上午7時至下午3時    | A組 | A組 | A組 | A組 | A組 | 休息 | 休息 | B組 | B組 | B組 | 休息   | B組 | 休息 | 休息 | C組 |
| 晚班： 下午3時至晚上11時   | B組 | B組 | B組 | B組 | B組 | 休息 | 休息 | C組 | C組 | C組 | 休息   | C組 | 休息 | 休息 | A組 |
| 大夜班： 晚上11時至上午7時 | C組 | C組 | C組 | C組 | C組 | 休息 | 休息 | A組 | A組 | A組 | 休息   | A組 | 休息 | 休息 | B組 |

8小時4班制
每星期7天運作，每名僱員每星期上班5天的例子，把僱員分為A,B,C,D 4組：
| 時間                      | 一  | 二  | 三  | 四  | 五  | 六  | 日  | 一  | 二  | 三  | 四  | 五  | 六  |
| ------------------------- | --- | --- | --- | --- | --- | --- | --- | --- | --- | --- | --- | --- | --- |
| 早班 ：上午7時至下午3時   | A組 | A組 | A組 | B組 | B組 | B組 | C組 | C組 | C組 | D組 | D組 | D組 | A組 |
| 晚班 ：下午3時至晚上11時  | B組 | B組 | C組 | C組 | C組 | D組 | D組 | D組 | A組 | A組 | A組 | B組 | B組 |
| 大夜班：晚上11時至上午7時 | C組 | D組 | D組 | D組 | A組 | A組 | A組 | B組 | B組 | B組 | C組 | C組 | C組 |
| 休息                      | D組 | C組 | B組 | A組 | D組 | C組 | B組 | A組 | D組 | C組 | B組 | A組 | D組 |

#### 12小時2~3班制
工作滿12小時，休息12小時。固定日班或夜班，生活作息較固定，但夜班人員較傷身體。常見於各公寓大廈的保全人員；有些製造業，例如半導體廠、電路板廠，由於需長時間在無塵室、化學產線操作機器，因此會有做二天休一天等排班。有的是三组人，每组人工作三天休息兩天。
當夜班工作滿12小時後，要在後天擔任日班，中間休息24小時。缺點是頻繁的日班與夜班的工作輪調，容易影響健康。常見於各公寓大廈的保全人員、各駐地警衛及台鐵1988年後站務之日夜班輪班或機動保全。

#### 餐飲業的3段工時
午餐時段（10:00～14:00），下午茶時段（14:00～17:00），晚餐時段（17:00～21:00）。員工通常採輪休方式，選擇其中一個時段休息。但如果遇上奧客或是發酒瘋的客人，晚餐時段可能拖延到半夜才能打烊收拾。
| 時間         | 一   | 二   | 三   | 四   | 五   | 六   | 日   |
| ------------ | ---- | ---- | ---- | ---- | ---- | ---- | ---- |
| 10:00～14:00 | 上班 | 上班 | 上班 | 上班 | 上班 | 休暇 | 休暇 |
| 14:00～17:00 | 休憩 | 休憩 | 休憩 | 休憩 | 休憩 | 休暇 | 休暇 |
| 17:00～21:00 | 上班 | 上班 | 上班 | 上班 | 上班 | 休暇 | 休暇 |